# Municipio de Durham Park
El municipio de Durham Park (en inglés: Durham Park Township) es un municipio ubicado en el condado de Marion en el estado estadounidense de Kansas. En el año 2010 tenía una población de 244 habitantes y una densidad poblacional de 2,63 personas por km².

## Geografía
El municipio de Durham Park se encuentra ubicado en las coordenadas 38°29′12″N 97°12′7″O / 38.48667, -97.20194. Según la Oficina del Censo de los Estados Unidos, el municipio tiene una superficie total de 92.89 km², de la cual 91,79 km² corresponden a tierra firme y (1,19 %) 1,1 km² es agua.

## Demografía
Según el censo de 2010, había 244 personas residiendo en el municipio de Durham Park. La densidad de población era de 2,63 hab./km². De los 244 habitantes, el municipio de Durham Park estaba compuesto por el 97,95 % blancos, el 0,41 % eran de otras razas y el 1,64 % eran de una mezcla de razas. Del total de la población el 2,05 % eran hispanos o latinos de cualquier raza.